# Nepenthes maxima

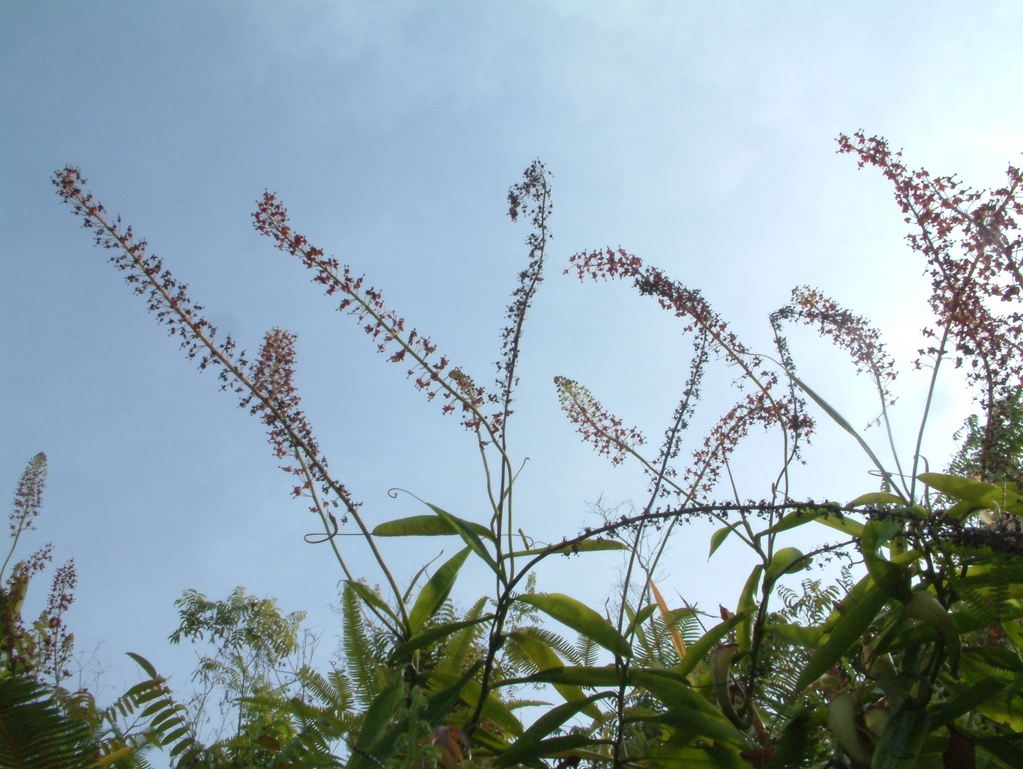
Blütenstände Nepenthes maxima auf Sulawesi

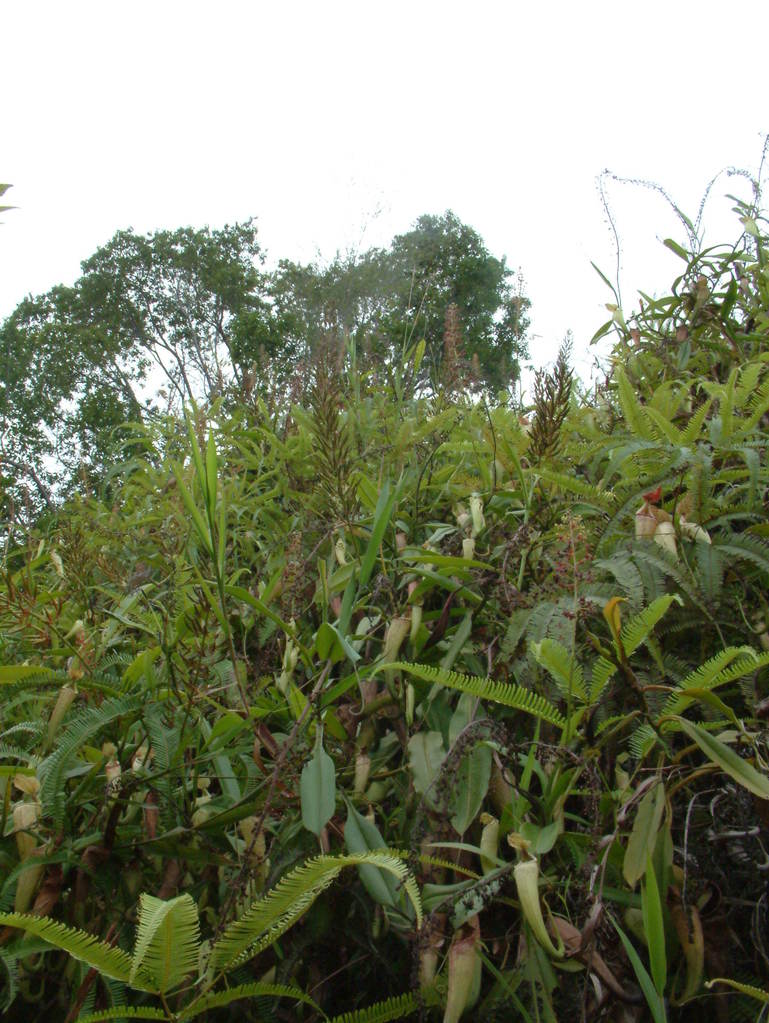
Bestand Nepenthes maxima auf Sulawesi

Nepenthes maxima ist eine fleischfressende Pflanze aus der Gattung der Kannenpflanzen (Nepenthes). Sie ist heimisch in Teilen Indonesiens und Neuguinea.

## Beschreibung
Nepenthes maxima sind epiphytisch oder terrestrisch, strauchig oder kletternd wachsende, ausdauernde Pflanzen, die eine Wuchshöhe von bis zu 4 Metern erreichen. Der im Querschnitt zylindrische bis dreieckige, 3 bis 10 Millimeter dicke, dicht flaumig rotbraun behaarte Stängel weist häufig zwei, gelegentlich vier geflügelte Winkel auf, die bis zu 2,5 Millimeter breit sind. Die Internodien sind 5 bis 12 Zentimeter lang, die deutlich sichtbaren Achselknospen stachelartig.
Die dicht flaumig rotbraun behaarten Blattstiele von Nepenthes maxima sind rinnenförmig und schmal geflügelt, bis zu 7 Zentimeter lang, die Flügel sind am Ansatz zu einer Scheide verbreitert. Die Spreite (eigentlich ein umgebildeter Blattgrund, strenggenommen ist erst die Kanne die Spreite) ist ledrig, 15 bis 30 Zentimeter lang und 2,5 bis 7 Zentimeter breit und umgekehrt-eiförmig bis lanzettlich, am äußeren Ende abgerundet bis spitz zulaufend. Parallel zur dicht flaumig rotbraun behaarten Mittelrippe verlaufen auf jeder Hälfte der Spreite in deren äußerem Drittel bis Viertel ein bis drei schwach ausgeprägte Längsrippen, nicht zu verwechseln mit den stark ausgeprägten, in regelmäßigen Abständen auftretenden Rillen auf der oberen Blattoberfläche. Die zahlreichen, nicht parallel verlaufenden Seitenrippen sind häufig verzweigt und nur schwach ausgeprägt. Der Blattrand ist dicht flaumig rotbraun behaart.
Wie bei Kannenpflanzen häufig, weisen die Kannen von Nepenthes maxima einen deutlichen Dimorphismus auf, die unteren, bodennah wachsenden Kannen und die höheren, sogenannten Luftkannen unterscheiden sich also hinsichtlich Form und Größe. Nepenthes maxima gilt dabei als sehr variable Art, insbesondere die Gestalt der oberen Kannen reicht von schmal zylindrisch bis stark trompetenförmig, bei manchen Populationen sind sie ähnlich wie die unteren Kannen über ihre ganze Länge hin geflügelt.
Die unteren Kannen sind entweder schmal eiförmig, nach oben hin zylindrisch werdend und gelegentlich tailliert oder zur Gänze annähernd zylindrisch bis zylindrisch-ellipsoid, sie erreichen eine Länge von 8 bis 20 Zentimeter und einen Durchmesser von 2,2 bis 5 Zentimeter. Ihre beiden Flügel sind bis zu 8 Millimeter breit und mit bis zu 6 Millimeter langen Fransen besetzt, die in Abständen von 1 bis 4 Millimeter zueinander stehen. Die Kannenöffnung ist eiförmig und konkav, das Peristom vorn annähernd zylindrisch und 2 bis 5 Millimeter breit, zum Deckelansatz hin abflachend und auf bis zu 15 Millimeter sich verbreiternd. Der äußere Rand ist einfach bis schwach gewellt, der innere gezähnt; die deutlich ausgeprägten Rippen stehen in Abständen von 0,25 bis 1 Millimeter zueinander. Der Kannendeckel ist eiförmig, rund 2,5 Zentimeter lang und ebenso breit, am äußeren Ende ist er abgerundet, am Ansatz herzförmig, auf der Unterseite trägt er zwei Anhängsel, das dem Ansatz zugewandte ist seitlich abgeflacht und hakenförmig zum Ansatz hin gekrümmt, das dem äußeren Ende nähere Anhängsel ist meist fadenförmig und bis zu 12 Millimeter lang, kann jedoch selten auch zu einer unauffälligen Verdickung reduziert sein. Nektardrüsen finden sich hier vereinzelt bis dicht, zumeist um die Mittelrippe, gelegentlich hin bis zu den Anhängseln. Der ganzrandige Sporn ist fadenförmig und bis zu 6 Millimeter lang.
Wie alle Vertreter der Gattung ist auch Nepenthes maxima zweihäusig getrenntgeschlechtig (diözisch), eine Pflanze besitzt also entweder nur männliche, oder nur weibliche Blüten. Die vom Ansatz bis zur Unterseite der Blütenhüllblätter dicht flaumig rotbraun behaarten männlichen Blütenstände sind 16 bis 19, selten bis zu 40 Zentimeter lang, der Blütenstand 5,5 bis 8, selten bis 14 Zentimeter lang und haben am Ansatz einen Durchmesser von 1,25 bis 1,5 Zentimeter. Von diesem ab gehen dann rund 85 2 bis 4, selten bis 5 Millimeter lange Teilblütenstände, die in der Regel zwei Blüten tragen. Die linealischen Tragblätter sind zurückgebogen, rund 2,5 Millimeter lang und setzen 0 bis 2 Millimeter unterhalb der Teilblütenstände an. Die eigentlichen Blütenstiele sind 6 bis 9, selten bis 16 Millimeter lang. Die Blütenhüllblätter sind elliptisch, dunkelrot, 3 bis 4,5 Millimeter lang und 1,5 bis 2,5, selten bis 3,5 Millimeter breit. Das flaumig behaarte Androphor ist 2,5 bis 4 Millimeter lang.

## Verbreitung
Nepenthes maxima kommt in Sulawesi, auf den Molukken bis nach Neuguinea in Höhenlagen zwischen 600 und 2500 Metern (gelegentlich auch in niedrigeren Höhenlagen bis zu 40 Metern) vor. Die Pflanzen siedeln als Epiphyt in moosigen Wäldern, terrestrisch in sumpfigem Grasland, auf Felsgraten, in offenen Wäldern auf weißem Sand und auf metallhaltigen, ultramafischen Böden.

## Systematik
Nepenthes maxima wurde 1824 vom deutschen Botaniker Caspar Georg Carl Reinwardt erstbeschrieben. Das Art-Epitheton bedeutet so viel wie „die Größte“ und verweist auf das stattliche Erscheinungsbild der Pflanzen.
Als nächstverwandt innerhalb der Gattung gelten Nepenthes klossii, Nepenthes fusca und Nepenthes eymae.

## Nachweise
1. 1 2 3 4 5 6 7  Martin Cheek, Matthew Jebb: Nepenthaceae (= Flora Malesiana. Ser. 1: Spermatophyta. Bd. 15). Nationaal Herbarium Nederland, Leiden 2001, ISBN 90-71236-49-8.
2. ↑  Matthew Jebb, Martin Cheek: A Skeletal Revision of Nepenthes (Nepenthaceae). In: Blumea. Bd. 42, 1997, ISSN 0006-5196, S. 1–106, hier S. 61, (Digitalisat (PDF; 8,82 MB)).
3. ↑  Helmut Genaust: Etymologisches Wörterbuch der botanischen Pflanzennamen. 3., vollständig überarbeitete und erweiterte Auflage. Birkhäuser, Basel u. a. 1996, ISBN 3-7643-2390-6.